# Philipp Nawrath
Philipp Nawrath (Füssen, 13 febbraio 1993) è un biatleta tedesco.

## Biografia
Ha esordito in Coppa del Mondo il 10 marzo 2017 a Kontiolahti (34º in una sprint) e ai campionati mondiali a Östersund 2019 (12º nella sprint, 21º nell'individuale e 15º nella partenza in linea). Ai mondiali successivi di Anterselva 2020 si è posizionato 47º nell'individuale. Il 5 marzo 2021 ha conquistato a Nové Město na Moravě in staffetta la prima vittoria, nonché primo podio, in Coppa del Mondo. Ha debuttato ai Giochi olimpici invernali a Pechino 2022 piazzandosi 22º nella sprint, 19º nell'inseguimento, 23º nella partenza in linea, 4º nella staffetta e 5º nella staffetta mista; l'anno dopo ai Mondiali di Oberhof 2023 è stato 9º nell'individuale e 6º nella staffetta mista individuale, a quelli di Nové Město na Moravě 2024 si è piazzato 16º nella sprint, 21º nell'inseguimento, 10º nella partenza in linea, 4º nella staffetta e 5º nella staffetta mista e a quelli di Lenzerheide 2025 ha vinto la medaglia di bronzo nella staffetta e nella staffetta mista ed è stato 18º nella sprint, 44º nell'inseguimento e 16º nella partenza in linea.

## Palmarès

### Mondiali
- 2 medaglie:
  - 2 bronzi (staffetta, staffetta mista a Lenzerheide 2025)

### Mondiali juniores
- 1 medaglia:
  - 1 oro (staffetta a Presque Isle 2014)

### Europei
- 2 medaglie:
  - 1 argento (staffetta mista a Duszniki-Zdrój 2017);
  - 1 bronzo (sprint a Lenzerheide 2023).

### Coppa del Mondo
- Miglior piazzamento in classifica generale: 15º nel 2024
- 13 podi (4 individuali, 9 a squadre):
  - 2 vittorie (1 individuale, 1 a squadre)
  - 4 secondi posti (1 individuale, 3 a squadre)
  - 7 terzi posti (2 individuali, 5 a squadre)

#### Coppa del Mondo - vittorie
| Data            | Località             | Nazione   | Specialità                                         |
| --------------- | -------------------- | --------- | -------------------------------------------------- |
| 5 marzo 2021    | Nové Město na Moravě | Rep. Ceca | RL (con Erik Lesser, Benedikt Doll e Arnd Peiffer) |
| 2 dicembre 2023 | Östersund            | Svezia    | SP                                                 |

Legenda:

SP = sprint

RL = staffetta